# Süderende
Süderende (Syderende en danois, Söleraanj en frison septentrional) est une commune d'Allemagne, située dans le land du Schleswig-Holstein et l'arrondissement de Frise-du-Nord. Elle se situe sur l'île de Föhr.

## Histoire
Süderende faisait jadis partie de la commune d'Oldsum, mais la commune est autonome depuis la réforme territoriale qui suivit la cession du Duché de Schleswig par le Danemark à la Prusse en 1864.

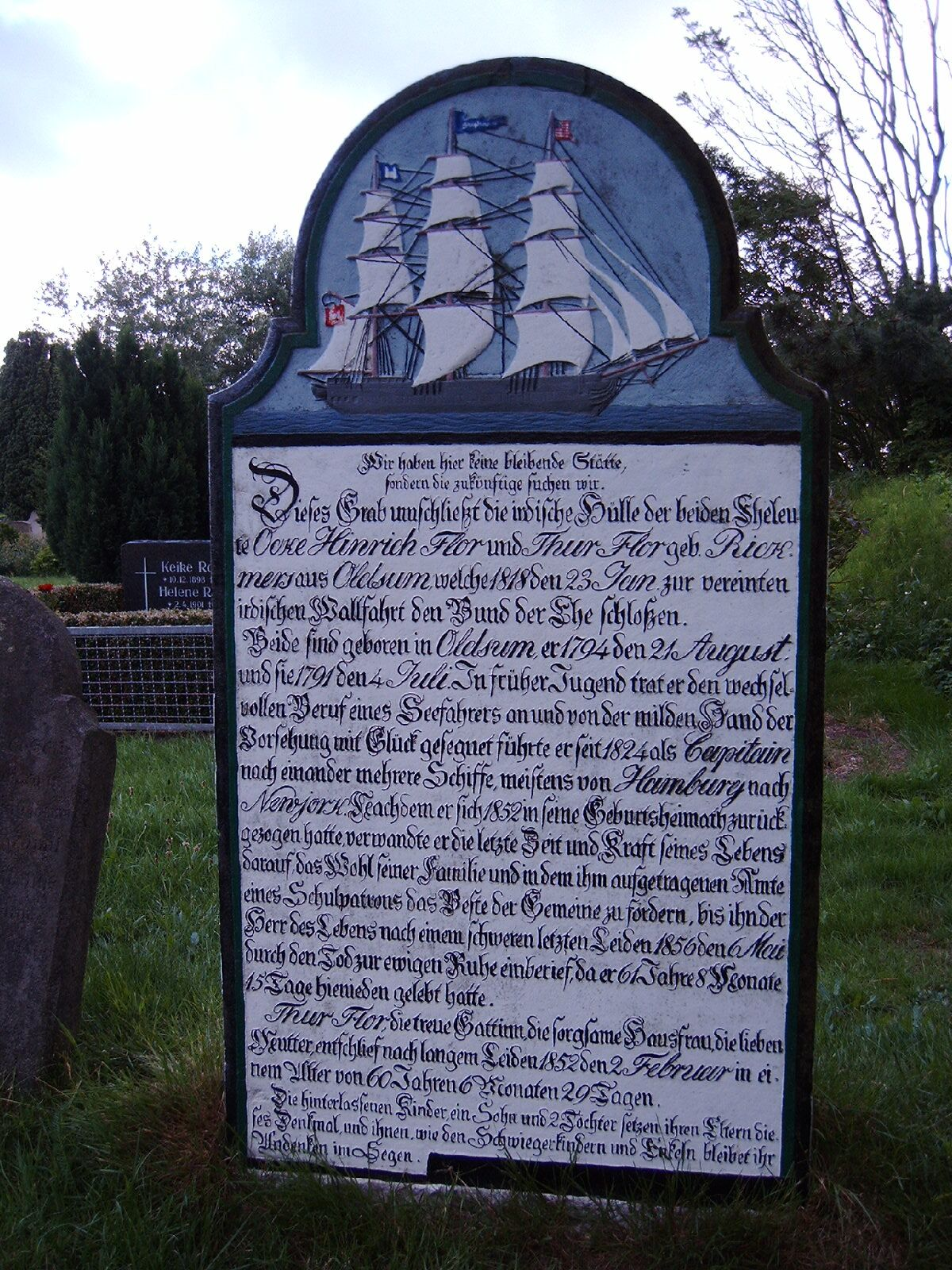
Ancienne pierre tombale sur le cimetière de Süderende.